# Gibraltar (Henegouwen)
Gibraltar is een gehucht op de grens van de Belgische provincie Henegouwen en het Franse Noorderdepartement. Het ligt op de grens van Néchin, een deelgemeente van de Belgische gemeente Estaimpuis, en van de Franse gemeente Leers. Het gehucht ligt ruim een kilometer ten noordwesten van het centrum van Néchin en ruim een halve kilometer ten zuiden van het centrum van Leers, langs de weg tussen beide dorpen.

## Geschiedenis
Op de 18de-eeuwse Cassinikaart en Ferrariskaart staat in de buurt het gehucht Verd Chemin (Vert Chemin) aangeduid. Op een kadasterplan uit 1825 duikt vlak bij dit gehucht ook de naam "Hameau de Gibraltar" op.